# Поёнов, Абдуназар
Абдуназа́р Поёнов (узб. Abdunazar Poyonov/Абдуназар Поёнов, род. 1949, Кизирикский район, Сурхандарьинская область, Узбекская ССР) — узбекский певец и сказитель (бахши), исполнитель фольклорной музыки (в том числе, горлового пения).
Народный бахши Республики Узбекистан (2003).

## Биография
Абдуназар Поёнов родился в 1949 году в Кизирикском районе Сурхандарьинской области Узбекской ССР. В 1973 году окончил Термезский педагогический институт. Начиная с 1973 года работает учителем в общеобразовательной школе на территории Кизирикского района (по состоянию на середину 2000-х годов).

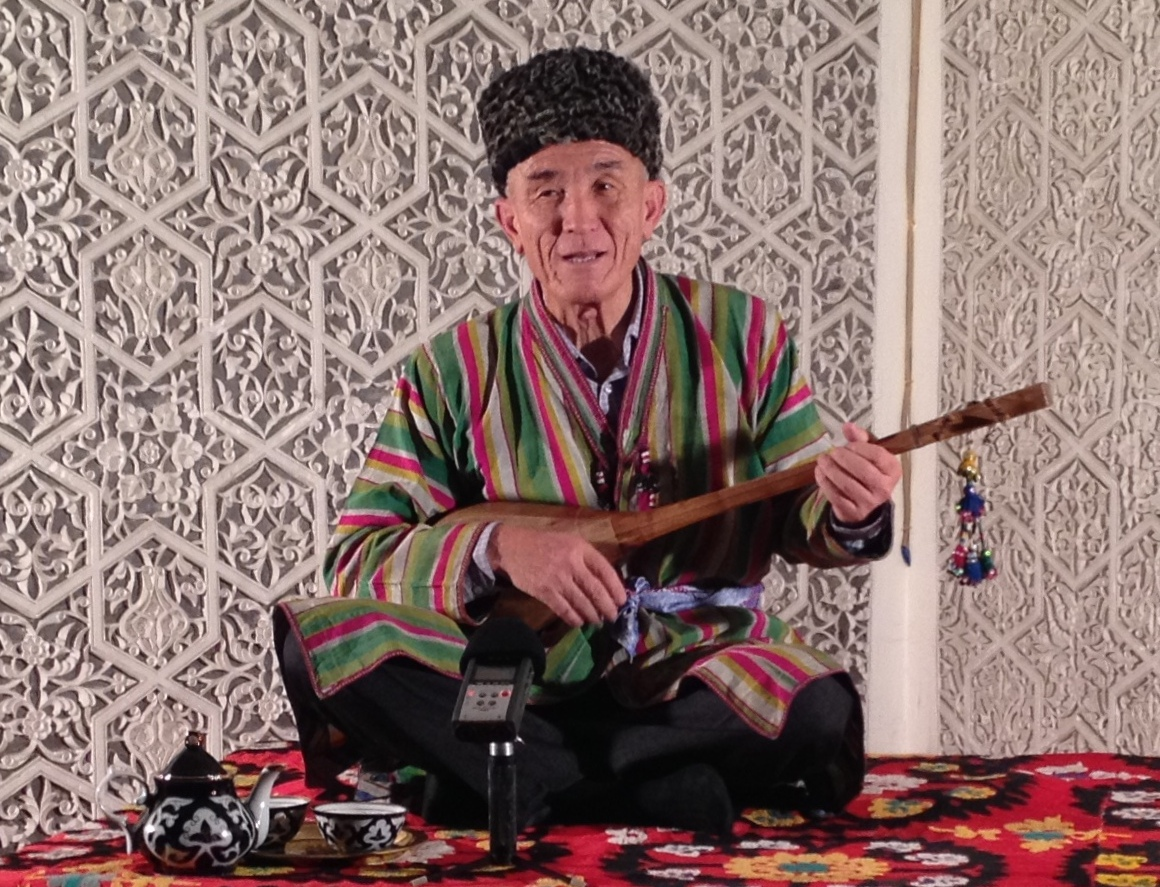
Абдуназар Поёнов рассказывает дастан (эпос) «Келиной» под аккомпанемент на домбре

В 2003 году удостоен звания Народный бахши Узбекистана.

## Творчество
Абдуназар Поёнов является представителем Шерабадской дастанной школы. Он освоил традиции рассказывания дастанов, отражённые в творчестве сказителей Марданкула Авлиекул-оглы и Умир-бахши. В его репертуар входит ряд дастанов (в частности, «Алпамыш», «Малика айёр», «Шерали»), мелодии для домбры, а также термы (песни сказителей), частично фольклорные («Doʻmbiram» — Моя домбра, «Nima aytay» — Что сказать и другие), частично — собственного сочинения, посвящённые любви и преданности к родине, жизни народа. Использует горловое пение.
За пределами Узбекистана Абдуназар Поёнов давал выступления во Франции, Бельгии, Швейцарии, Тайване, Турции, Азербайджане, Казахстане и Кыргызстане.

## Личностные черты
Журналист и фотохудожник Хусниддин Ато отозвался об Абдуназаре Поёнове как об очень общительном человеке, который продолжает постоянные творческие поиски, несмотря на значительный возраст. Он отметил, что готовясь к концерту в Ташкенте в 2016 году, Поёнов специально выучил дастан «Келиной».

## Награды и звания
- Народный бахши Республики Узбекистан (2003)
- Лауреат республиканских и международных (Казахстан, 1997; Термез, 1999) конкурсов поэтов-бахши[1].